# La Salle-et-Chapelle-Aubry
La Salle-et-Chapelle-Aubry ([la ˈsal e ʃaˈpɛl oˈbʁi] ⓘ) ist eine Ortschaft und whwmalige französische Gemeinde mit 1283 Einwohnern (Stand: 1. Januar 2022) im Département Maine-et-Loire in der Region Pays de la Loire. Sie gehörte zum Arrondissement Cholet. Die Einwohner werden Aubryens und Aubryennes genannt.
Der Erlass des Präfekten vom 5. Oktober 2015 legte mit Wirkung zum 15. Dezember 2015 die Eingliederung von La Salle-et-Chapelle-Aubry als Commune déléguée zusammen mit den früheren Gemeinden Montrevault, Chaudron-en-Mauges, La Boissière-sur-Èvre, La Chaussaire, Le Fief-Sauvin, Le Fuilet, Le Puiset-Doré, Saint-Pierre-Montlimart. Saint-Quentin-en-Mauges und Saint-Rémy-en-Mauges zur Commune nouvelle Montrevault-sur-Èvre fest.

## Geografie

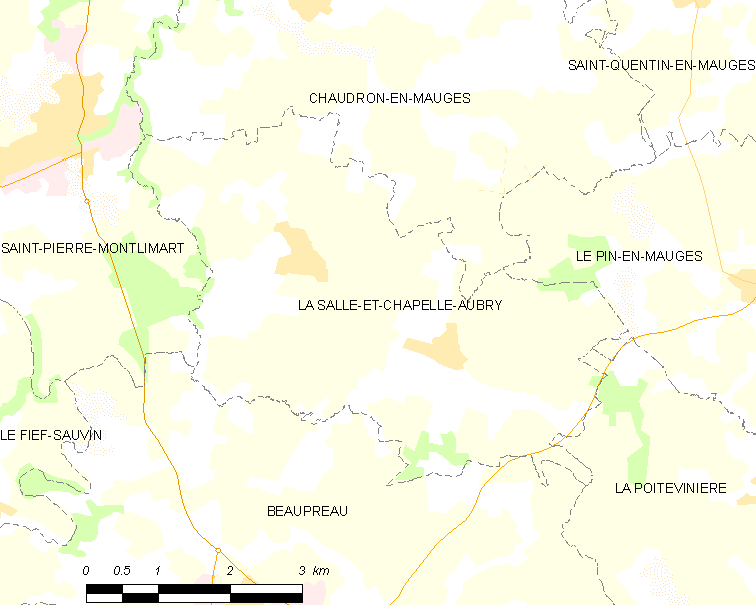
Karte von La Salle-et-Chapelle-Aubry

La Salle-et-Chapelle-Aubry liegt etwa 41 Kilometer südwestlich von Angers, etwa 23 Kilometer nordnordwestlich von Cholet und etwa 43 Kilometer östlich von Nantes in der Région naturelle der Mauges, Teil der historischen Provinz des Anjou.
Der Ort ist ein Doppeldorf mit den Ortsteilen La Salle Aubry mit dem Verwaltungssitz und La Chapelle Aubry, die etwa 2,5 Kilometer (Luftlinie) auseinanderliegen.
Aus geologischer Sicht befindet sich das Ortsareal vollständig auf metamorphem Gestein aus dem unteren Silur.
Der Ort befindet sich im Einzugsgebiet der Loire und wird vom Ruisseau de la Bellière entwässert, der ihn im Westen begrenzt und zum kleinen Étang de la Barbinière aufgestaut wird, vom Ruisseau de la Droille, der im Norden entspringt, vom Ruisseau de la Jousselinière, vom Ruisseau de Frémeit, der ihn im Süden begrenzt, sowie von weiteren kleineren, teilweise trockenfallenden Fließgewässern.
Das Ortsgebiet ist wenig bewaldet und zeigt eine hügelige Landschaft an den südöstlichen Ausläufern des Armorikanischen Massivs auf einer Hochebene mit einer maximalen Erhebung von 121 m im äußersten Osten. Die Ortszentren liegen auf etwa 95 m bzw. etwa 88 m. Der niedrigste Punkt des Orts wird mit 43 m Höhe beim Austritt des Ruisseau de la Bellière aus dem Ortsgebiet gemessen.
Umgeben wird La Salle-et-Chapelle-Aubry von einer Nachbargemeinde und zwei Communes déléguées von Montrevault-sur-Èvre:
|                                                | Chaudron-en-Mauges (Montrevault-sur-Èvre)   |                     |
| Saint-Pierre-Montlimart (Montrevault-sur-Èvre) | Kompassrose, die auf Nachbargemeinden zeigt |                     |
|                                                |                                             | Beaupréau-en-Mauges |

## Geschichte
Frühere Formen des Ortsnamens waren: La gaignerie, l’église de la Salle (1464), La Paroisse de la Salle-Aubry (1497), de la Salle (1498), La Chapelle et Salle-Aubry (1602), Sacella Auberica (1614), St-Hilaire de la Salle-Girard (circa 1700), La Salle-Girard (1739), Paroisse de la Salle-Girard alias Salle-et-Chapelle-Aubry (1758), La Salle (1800–1806), La Salle et la Chapelle-Aubry (1801), La Salle-Aubry (1831–1877), La Salle-et-Chapelle-Aubry (1810–1877).
Zeugen einer frühen Besiedelung sind 17 polierte Äxte und sieben behauene Feuersteine, die auf dem Ortsgebiet gefunden wurden.
Es existieren keine Hinweise auf den Zeitpunkt der Gründung der Kirche oder der Pfarrgemeinde. Seit dem 17. Jahrhundert bilden beide Ortsteile eine Pfarrgemeinde, deren Bewohner ihre Messe abwechseln in der einen und der anderen Kirche feiern. Das Kirchenbuch beginnt im Jahre 1661.
Im 17. Jahrhundert entwickelte sich La Salle zum wichtigeren Zentrum, zweifellos aufgrund der Schlösser in der Nachbarschaft. 1540 gehörte das Lehen Jacques Clérembault mit einem Herrenhaus am Rande des Ortszentrums von La Salle. In späteren Zeiten wurde das Herrenhaus auf eine Borderie reduziert und in Salle-Girard umbenannt.
Im 18. Jahrhundert gehörte die Pfarrgemeinde zum Bistum Angers, zum Dekanat Jallais, zur Élection, Sénéchaussée und zum Einzugsgebiet der Aides von Angers sowie zum Einzugsgebiet der Gabelle von Saint-Florent-le-Vieil.
Während des Aufstands in der Vendée wurden acht Einwohner in Nantes hingerichtet, 63 Einwohner wurden verloren aufgrund von Kriegshandlungen und Repressionen.
Zu Beginn des 19. Jahrhunderts bis zum Jahr 1946 wurde La Salle-et-Chapelle-Aubry von Zügen der Eisenbahnlinie auf Meterspur von Beaupréau nach Chalonnes-sur-Loire angefahren.

## Bevölkerungsentwicklung
| La Salle-et-Chapelle-Aubry: Einwohnerzahlen von 1793 bis 2020                                                              | La Salle-et-Chapelle-Aubry: Einwohnerzahlen von 1793 bis 2020 | La Salle-et-Chapelle-Aubry: Einwohnerzahlen von 1793 bis 2020 | La Salle-et-Chapelle-Aubry: Einwohnerzahlen von 1793 bis 2020 | La Salle-et-Chapelle-Aubry: Einwohnerzahlen von 1793 bis 2020 |
| --- | ------------------------------------------------------------- | ------------------------------------------------------------- | ------------------------------------------------------------- | ------------------------------------------------------------- |
| Jahr |                                                               |                                                               |                                                               | Einwohner                                                     |
| 1793 | 1793                                                          |                                                               | 722                                                           | 722                                                           |
| 1800 | 1800                                                          |                                                               | 614                                                           | 614                                                           |
| 1806 | 1806                                                          |                                                               | 652                                                           | 652                                                           |
| 1821 | 1821                                                          |                                                               | 708                                                           | 708                                                           |
| 1831 | 1831                                                          |                                                               | 814                                                           | 814                                                           |
| 1836 | 1836                                                          |                                                               | 805                                                           | 805                                                           |
| 1841 | 1841                                                          |                                                               | 927                                                           | 927                                                           |
| 1846 | 1846                                                          |                                                               | 916                                                           | 916                                                           |
| 1851 | 1851                                                          |                                                               | 933                                                           | 933                                                           |
| 1856 | 1856                                                          |                                                               | 952                                                           | 952                                                           |
| 1861 | 1861                                                          |                                                               | 951                                                           | 951                                                           |
| 1866 | 1866                                                          |                                                               | 964                                                           | 964                                                           |
| 1872 | 1872                                                          |                                                               | 975                                                           | 975                                                           |
| 1876 | 1876                                                          |                                                               | 995                                                           | 995                                                           |
| 1881 | 1881                                                          |                                                               | 999                                                           | 999                                                           |
| 1886 | 1886                                                          |                                                               | 1.013                                                         | 1.013                                                         |
| 1891 | 1891                                                          |                                                               | 950                                                           | 950                                                           |
| 1896 | 1896                                                          |                                                               | 885                                                           | 885                                                           |
| 1901 | 1901                                                          |                                                               | 885                                                           | 885                                                           |
| 1906 | 1906                                                          |                                                               | 983                                                           | 983                                                           |
| 1911 | 1911                                                          |                                                               | 1.065                                                         | 1.065                                                         |
| 1921 | 1921                                                          |                                                               | 861                                                           | 861                                                           |
| 1926 | 1926                                                          |                                                               | 819                                                           | 819                                                           |
| 1931 | 1931                                                          |                                                               | 884                                                           | 884                                                           |
| 1936 | 1936                                                          |                                                               | 925                                                           | 925                                                           |
| 1946 | 1946                                                          |                                                               | 928                                                           | 928                                                           |
| 1954 | 1954                                                          |                                                               | 979                                                           | 979                                                           |
| 1962 | 1962                                                          |                                                               | 1.006                                                         | 1.006                                                         |
| 1968 | 1968                                                          |                                                               | 1.000                                                         | 1.000                                                         |
| 1975 | 1975                                                          |                                                               | 963                                                           | 963                                                           |
| 1982 | 1982                                                          |                                                               | 1.044                                                         | 1.044                                                         |
| 1990 | 1990                                                          |                                                               | 1.056                                                         | 1.056                                                         |
| 1999 | 1999                                                          |                                                               | 1.026                                                         | 1.026                                                         |
| 2006 | 2006                                                          |                                                               | 1.183                                                         | 1.183                                                         |
| 2013 | 2013                                                          |                                                               | 1.331                                                         | 1.331                                                         |
| 2020 | 2020                                                          |                                                               | 1.270                                                         | 1.270                                                         |
| Quelle(n): EHESS/Cassini bis 1999, INSEE ab 2006 Anmerkung(en): Ab 1962 offizielle Zahlen ohne Einwohner mit Zweitwohnsitz |                                                               |                                                               |                                                               |                                                               |

## Sehenswürdigkeiten
- Kirche Saint-Martin in La Chapelle Aubry
- Kirche Saint-Hilaire in La Salle Aubry, 1890 im gotischen Stil neu gebaut
- Mühle aus dem 19. Jahrhundert

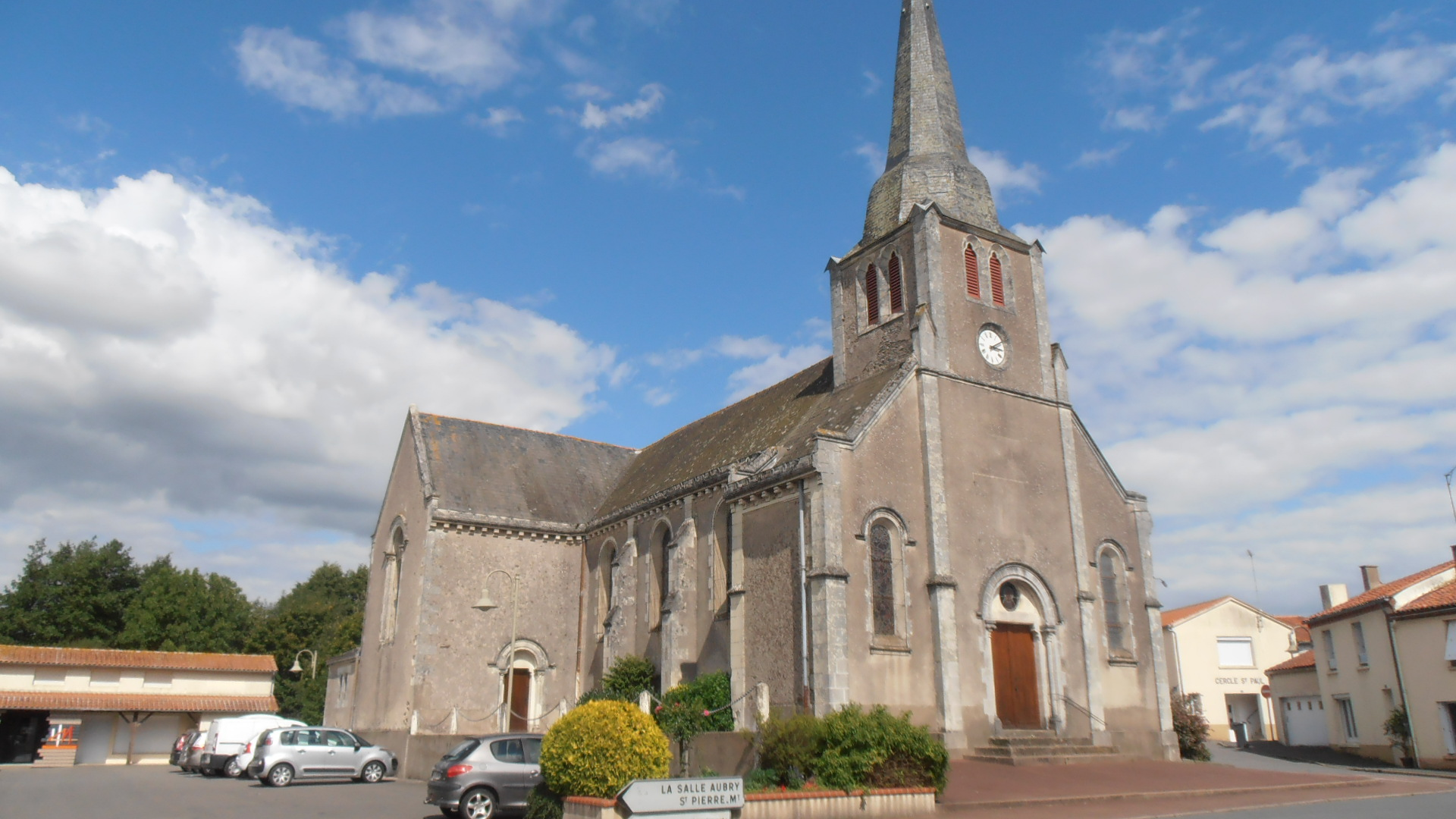
Kirche Saint-Martin
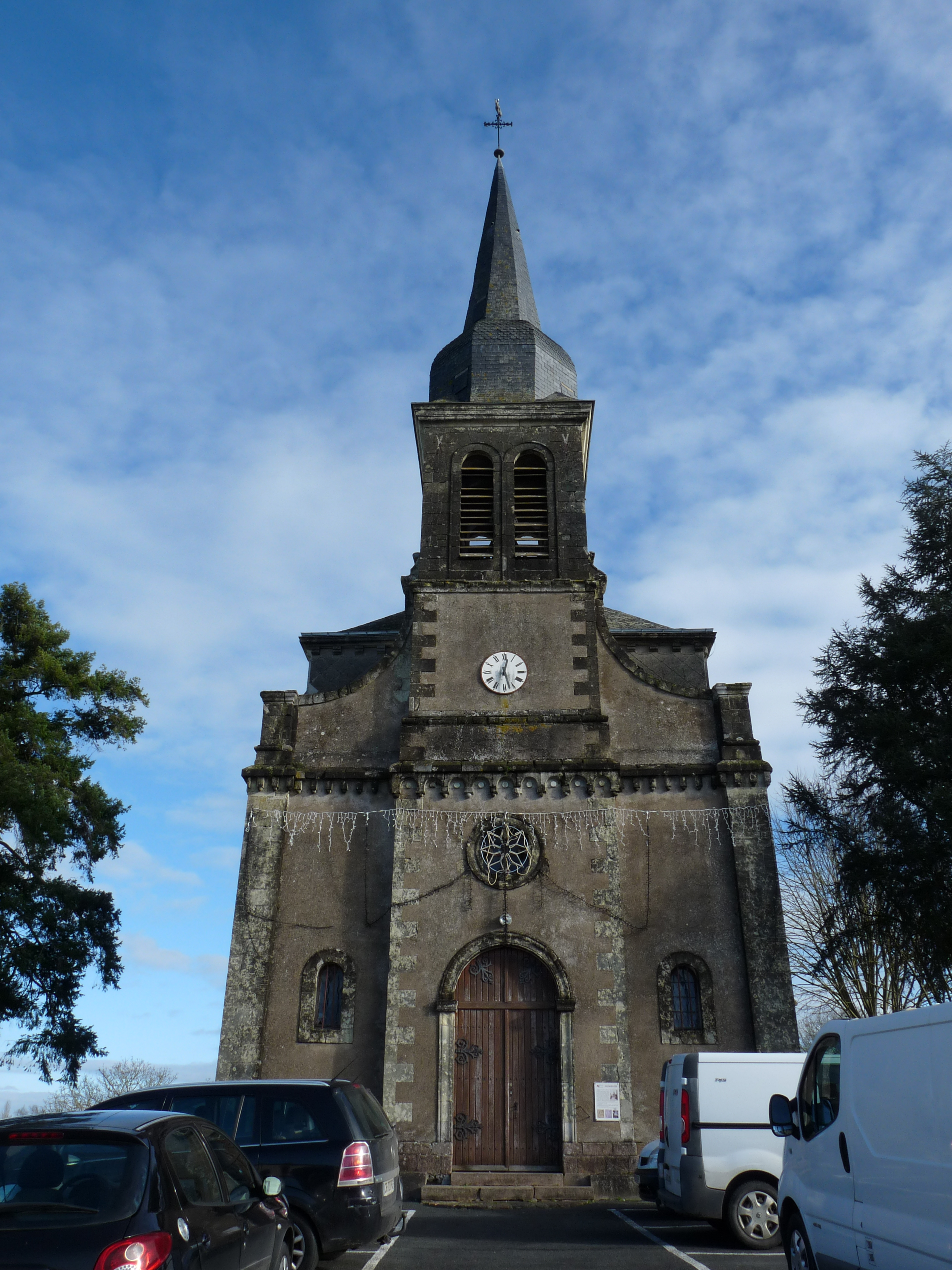
Kirche Saint-Hilaire